# Derophthalma
Derophthalma is een geslacht van wantsen uit de familie van de Miridae (Blindwantsen). Het geslacht werd voor het eerst wetenschappelijk beschreven door Berg in 1883.

## Soorten
Het genus bevat de volgende soorten:

- Derophthalma azteca Carvalho, 1985
- Derophthalma chilena Carvalho & Gomes, 1980
- Derophthalma corcovadensis Carvalho & Gomes, 1980
- Derophthalma coriaria Knight & Carvalho, 1943
- Derophthalma costarica Carvalho & Gomes, 1980
- Derophthalma dominicana Carvalho & Gomes, 1980
- Derophthalma elongata Hernandez & Henry, 2010
- Derophthalma emissitia (Distant, 1893)
- Derophthalma fernandeziana Carvalho, 1952
- Derophthalma fluminensis Carvalho, 1944
- Derophthalma gibberosa Maldonado, 1969
- Derophthalma guantanamoensis Hernandez & Henry, 2010
- Derophthalma guaraniana Carvalho & Gomes, 1980
- Derophthalma irrorata (Lethierry, 1881)
- Derophthalma jamaicensis Carvalho, 1985
- Derophthalma laterata (Distant, 1883)
- Derophthalma mexicana Carvalho & Gomes, 1980
- Derophthalma minuscula Carvalho, 1944
- Derophthalma nebulosa (Reuter, 1905)
- Derophthalma neotropica Carvalho & Gomes, 1980
- Derophthalma peruana Carvalho & Gomes, 1980
- Derophthalma reuteri Berg, 1883
- Derophthalma reuteriana Carvalho & Gomes, 1980
- Derophthalma rizzoi Carvalho & Carpintero, 1989
- Derophthalma schaffneri Carvalho & Gomes, 1980
- Derophthalma tucumana Carvalho & Gomes, 1980
- Derophthalma variegata (Blatchley, 1926)
- Derophthalma verticalis Maldonado, 1991
- Derophthalma vittinotata Carvalho & Costa, 1993